# Påfågelsliljesläktet
Påfågelsliljesläktet (Tigridia) är ett släkte i familjen irisväxter med ett 40-tal arter från Mexiko och Guatemala. Påfågelslilja (T. pavonia) odlas som utplanteringsväxt i Sverige.